# Wieszyno
Wieszyno (deutsch Vessin, früher Veßin) ist ein Dorf in Hinterpommern. Es gehört heute zur Gmina Redzikowo (Reitz) im Powiat Słupski (Stolper Kreis) der polnischen Woiwodschaft Westpommern.

## Geographische Lage
Das Dorf liegt in Hinterpommern, etwa sechs Kilometer östlich von Stadtmitte von Stolp.  Die Ortschaft erstreckt sich  entlang eines  Wiesentals, das von der Glaskow durchzogen wird, die nach wenigen Kilometern in die Stolpe mündet.
Nachbargemeinden sind: im Westen die Stadt Stolp, im Norden Redzikowo (Reitz) mit dem Port Lotnica Słupsk-Redzikowo (Fliegerhorst Stolp-Reitz), sowie Wielogłowy (Vilgelow), im Osten Mianowice (Mahnwitz) und im Süden Głobino (Gumbin).

## Geschichte

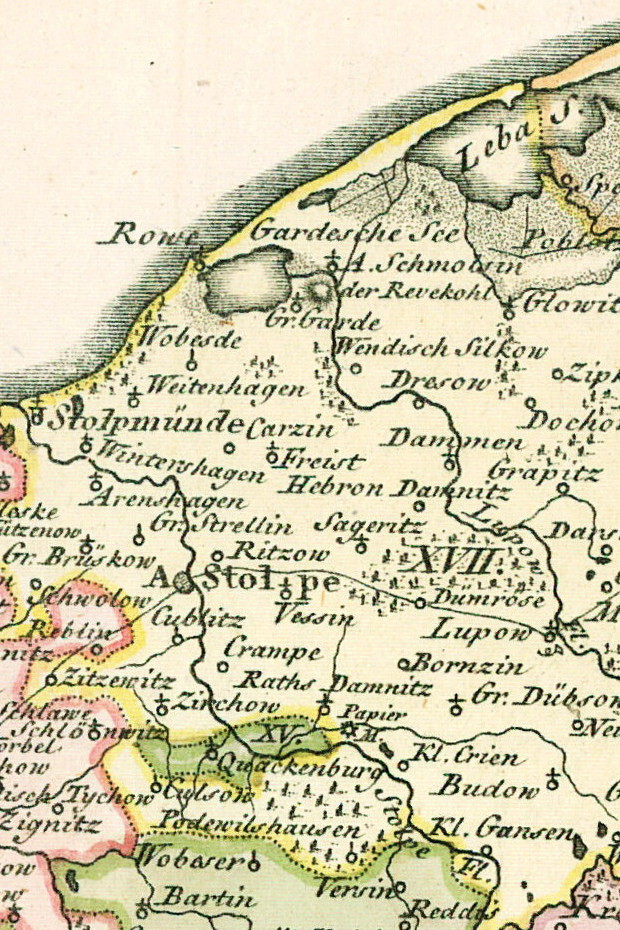
Vessin, Kirchdorf, östlich der Stadt Stolp (früher Stolpe geschrieben) und südöstlich von Stolpmünde, zwischen den Flüssen Stolpe und Lupow, auf einer Landkarte von 1794.

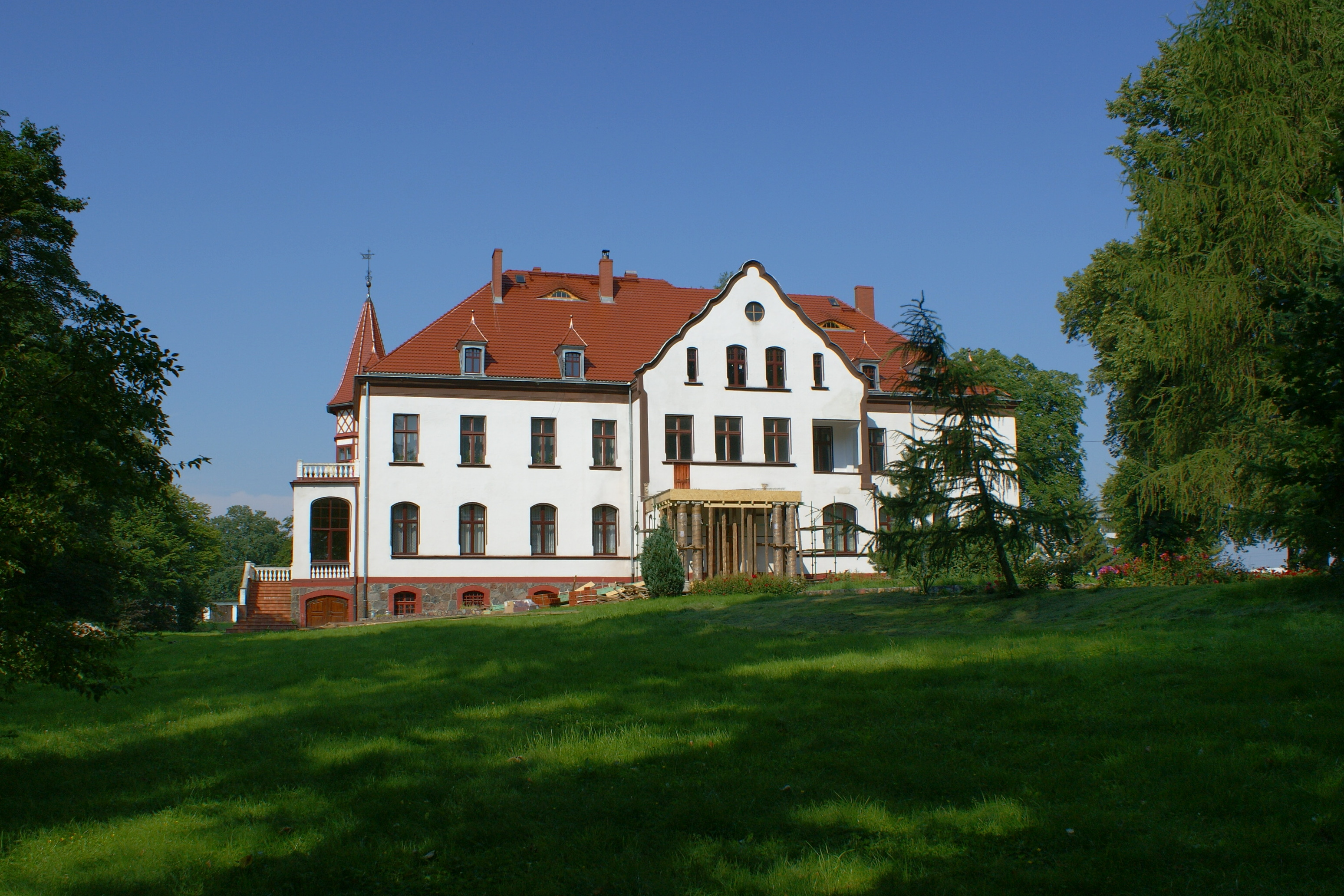
Ehemaliges Gutshaus Vessin (2012)

Der historischen Dorfform nach ist Wieszyno ein Gassendorf. Erstmals im Jahre 1284 wird Vessin erwähnt, als Herzog Mestwin II. von Pommerellen den halben Ort verlieh. Vessin und Reitz waren  Woytensche, dann Somnitzsche und Krockowsche Lehen und danach Eigentum des Oberst Friedrich Asmus von Bandemer.
1781 wurden Vessin und Reitz an den Major Georg Ludwig von Katzler verkauft. Damals hatte der Ort zwei Vorwerke, einen Prediger, einen Küster, zwei Bauern sowie einen Halbbauern, vier Kossäten und eine Wassermühle bei insgesamt 22 Feuerstellen (Haushalten).
Zu Beginn des 19. Jahrhunderts gehörte Vessin Friedrich Wilhelm Arnold (er war 1827 und 1846 Bürgermeister der Stadt Stolp), danach dessen Sohn.
Am 1. April 1927 hatte das Gut Vessin eine Flächengröße von 871 Hektar, und am 16. Juni 1925 hatte der Gutsbezirk 290 Einwohner. Am 30. September 1928 wurde der Gutsbezirk Vessin, ähnlich wie zeitgleich bei den anderen preußischen Provinzen, in eine Landgemeinde gleichen Namens umgewandelt, respektive mit der Gemeinde fusioniert.
Anfang der 1930er hatte die Landgemeinde Vessin eine Flächengröße von 8,7 km². Innerhalb der Gemeindegrenzen standen insgesamt 27 bewohnte Wohnhäuser an zwei verschiedenen Wohnstätten:
1. Vessin
2. Vorwerk Vessin

Letzte Besitzerfamilie des Guts Vessin war die Familie von Görne, auch teils von Goerne geschrieben. Diese wurde vertreten durch den kgl. preuß. Major Wilhelm von Görne (1858–1914), der das Gut Vessin mit seiner Ehefrau Martha Hennige auch nach 1900 erwarb. Dann folgte dessen jüngerer Sohn, der Leutnant a. D. im 1. Leib-Husaren-Regiment Nr. 1 Wolfram von Goerne, verheiratet mit Dorothea Dahlmann, geschiedene Rahtjen (1891–1934). Das Rittergut hatte 1938 eine Betriebsfläche von 875 Hektar, 1939 eine Gesamtfläche von 875 Hektar, 1940 von 872 Hektar.
Bis 1945 bildete Vessin eine Landgemeinde im Landkreis Stolp im Regierungsbezirk Köslin der preußischen Provinz Pommern des Deutschen Reichs. Vessin war zusammen mit den Gemeinden Reitz, Vilgelow und Warbelow dem Amtsbezirk Reitz zugeordnet.
Auch standesamtlich war Vessin mit Reitz verbunden. Amtsgerichtsbezirk war Stolp.
Am 8. März 1945 besetzte die Rote Armee Vessin. Nach Beendigung der Kampfhandlungen wurde die Region zusammen mit ganz Hinterpommern seitens der sowjetischen Besatzungsmacht der Volksrepublik Polen zur Verwaltung überlassen. Im Juni 1945 kamen die Polen in das Dorf. Vessin wurde unter der polonisierten Ortsbezeichnung ‚Wieszyno‘ verwaltet. Es begann die Vertreibung der einheimischen Dorfbewohner. Bis 1957 aber gab es noch zahlreiche deutsche Familien im Ort.
Heute ist das Dorf Teil der Gmina Redzikowo im Powiat Słupski der Woiwodschaft Pommern (bis 1998 Woiwodschaft Stolp). Hier leben heute 270 Einwohner.

## Kirche

### Pfarrkirche
Die Vessiner Kirche stammt aus gotischer Zeit. Die Fundamente sind aus Feldsteinen, die Mauern aus Ziegeln im gotischen Verband. Der massige Turm an der Westseite ist von „blockhafter Schwere auf quadratischem Grundriss gradwandig aufsteigend, viel zu schwer für das Kirchlein, das er fast erdrückt“ (Heinrich Schulz).
An den Turm schließt sich das Kirchenschiff als rechtwinkliger Raum ohne Choranbau an. Das Kircheninnere ist mit einer flachen Holzdecke versehen. Man betrat es vom Turm aus durch eine Rundbogenöffnung. Altar und Kanzel entstammen der Mitte des 17. Jahrhunderts.
Bis 1945 war die Kirche seit der Reformation ein evangelisches Gotteshaus. Die Dorfkirche wurde 1945 von der polnischen Administration zugunsten der Römisch-katholischen Kirche in Polen zwangsenteignet und vom polnischen katholischen Klerus ‚neu geweiht‘. 1980/81 wurde sie einer Restaurierung unterzogen, bei der sie auch einen Choranbau erhielt.

### Kirchspiel Vessin
Die Dorfbewohner von Vessin waren vor 1945 alle evangelisch. Vessin war Pfarrsitz, und in sein Kirchspiel waren die Dörfer Reitz, Vilgelow und Warbelow eingepfarrt. Es gehörte zum Kirchenkreis Stolp-Stadt in der Kirchenprovinz Pommern der Kirche der Altpreußischen Union. 1940 zählte es 876 Gemeindeglieder. Das Kirchenpatronat hatten die Rittergutsbesitzer von Vessin und Reitz, zuletzt Wolfram von Goerne und Friedrich Wilhelm Arnold inne. Der Bestand an Kirchenbüchern reichte bis 1662 zurück.
1860 wurde das Pfarrhaus neu gebaut, als massiver Bau anstelle des alten zweistöckigen Fachwerkgebäudes.
In der Amtszeit von Pfarrer August Ferdinand Trapp entstand in Vessin eine sehr aktive Evangelisations- und Gemeinschaftsbewegung mit überregionaler Bedeutung. Der letzte deutsche Geistliche vor 1945 war Pfarrer Martin Reinke, der auch Superintendent der Synode Stolp-Stadt war und darum seinen Wohnsitz in Stolp hatte. Zwischen 1945 und 1957 wurden in Vessin noch evangelische Gottesdienste in deutscher Sprache gehalten für die noch verbliebenen deutschen Gemeindeglieder.
Katholische Kirchenglieder gehörten zum Kirchspiel Stolp.

### Polnisches Kirchspiel seit 1945
Die seit 1945 und Vertreibung der einheimischen Dorfbewohner anwesende polnische Einwohnerschaft ist überwiegend katholisch. Am 4. August 1989 wurde hier die Pfarrei der Heiligen Ursula Ledóchowska errichtet, die jetzt 1980 Gemeindeglieder zählt. Die Pfarrei gehört zum Dekanat Słupsk Wschód (Stolp-Ost) im Bistum Köslin-Kolberg der Katholischen Kirche in Polen.
Evangelische Polen gehören zum Kirchspiel der Heilig-Kreuz-Kirche in Stolp in der Diözese Pommern-Großpolen der Evangelisch-Augsburgischen Kirche in Polen.

### Pfarrer bis 1945
Im Jahre 1364 wird ein Pfarrer Heinrich in Vessin genannt. Nach Einführung der Reformation waren als Geistliche tätig:
1. Martin Bildekemaker, 1539
2. Andreas Lucht
3. Anton Potter
4. Fabian Mäß, 1558
5. Johann Friese
6. Gregorius Brandt
7. Joachim Neiselse
8. Joachim Adami
9. Joachim Reddemer
10. Michael Wocker
11. Paul Witte
12. Elias Hogensee
13. Andreas Empel, bis 1589
14. Kaspar Vrager, 1590–1591
15. Paul Bolduan, 1592–1626 (er war einer der pommerschen Gelehrten, die auf dem päpstlichen „Index verdammter und verbotener Autoren“ standen)
16. Johann Bolduan (Sohn von 17.), 1628–1661 (er wurde durch seine „Bibliotheka theologica et historia“ bekannt)
17. Valentin Wetzel, 1662–1707
18. David Israel Dimpel, 1707–1740
19. Johann Tibbe, 1740–1759
20. Adrian Matthias Klatt, 1759
21. Werner Heinrich Zeyse, 1761–1763
22. Heinrich Christian Friedrich Richardi, 1763–1786
23. Ernst Friedrich Otto, 1786–1789
24. Heinrich Friedrich Wilhelm Schuncke, 1790–1831
25. Wilhelm Küster, 1832–1834
26. Ernst Ferdinand Ludwig Hertell, 1836–1839
27. August Ferdinand Trapp, 1840–1889
28. Max Eduard Cyrus, 1889–1925
29. Wilhelm Kühl, 1925–1929
30. Martin Reinke (Superintendent), 1930–1945

## Schule
Die Volksschule in Vessin war vor 1945 einstufig. Hier wurden etwa 50 Kinder unterrichtet, darunter auch einige aus dem Dorf Vilgelow. Zwischen 1951 und 1957 gab es hier auch Schulunterricht in deutscher Sprache für Kinder aus noch verbliebenen deutschen Familien.

## Verkehr
Das Dorf liegt an der östlichen Stadtgrenze von Stolp, südlich der Landesstraße 6 (ehemalige deutsche Reichsstraße 2, heute auch Europastraße 28) Stettin–Danzig in Hinterpommern.
Bahnstation ist Stolp an den Staatsbahnstrecken Nr. 202 Danzig–Stargard und Nr. 405 Piła (Schneidemühl) – Ustka (Stolpmünde).